# 1321
| 1321               |
| ------------------ |
| Dødsfald - Fødsler |
|                    |

| Gregoriansk kalender | 1321 MCCCXXI            |
| Ab urbe condita      | 2074                    |
| Armensk kalender     | 770 ԹՎ ՉՀ               |
| Kinesiske kalender   | 4017 – 4018 庚申 – 辛酉 |
| Etiopisk kalender    | 1313 – 1314             |
| Jødisk kalender      | 5081 – 5082             |
| Hindukalendere       |                         |
| - Vikram Samvat      | 1376 – 1377             |
| - Shaka Samvat       | 1243 – 1244             |
| - Kali Yuga          | 4422 – 4423             |
| Iransk kalender      | 699 – 700               |
| Islamisk kalender    | 721 – 722               |

Konge i Danmark: Christoffer 2. 1320-1326

## Begivenheder
- Forfølgelse af spedalske i det sydvestlige Frankrig muligvis i forbindelse med den folkelige, religiøse bevægelse "Hyrdekorstoget".[1]

## Dødsfald
- 13. eller 14. september – Dante Alighieri, italiensk digter.
- Birger Magnusson af Sverige (f. 1280)
- 12. januar – Maria af Brabant, Filip 3. den Dristiges dronning (f. 1254)